# サンフランシスコ植物園
サンフランシスコ植物園（サンフランシスコしょくぶつえん）は、アメリカのサンフランシスコにある植物園。ゴールデンゲート・パークの中に位置している。
9000種の植物を展示している。特にモクレン属、高地ヤシ、針葉樹、雲霧林の植物が充実している。

## 歴史
植物園を造る構想は1880年代からあったが、十分な予算を確保できず延期された。建設が始まったのは1937年になってからで開園は1940年だった。園の管理はサンフランシスコ市が行ってきたが、1955年以降は「サンフランシスコ植物学会」が園の運営に重要な役割を果たしてきた。具体的には、専門書籍の図書室の開設、教育プログラムの開催、種子の販売などである。

## 施設

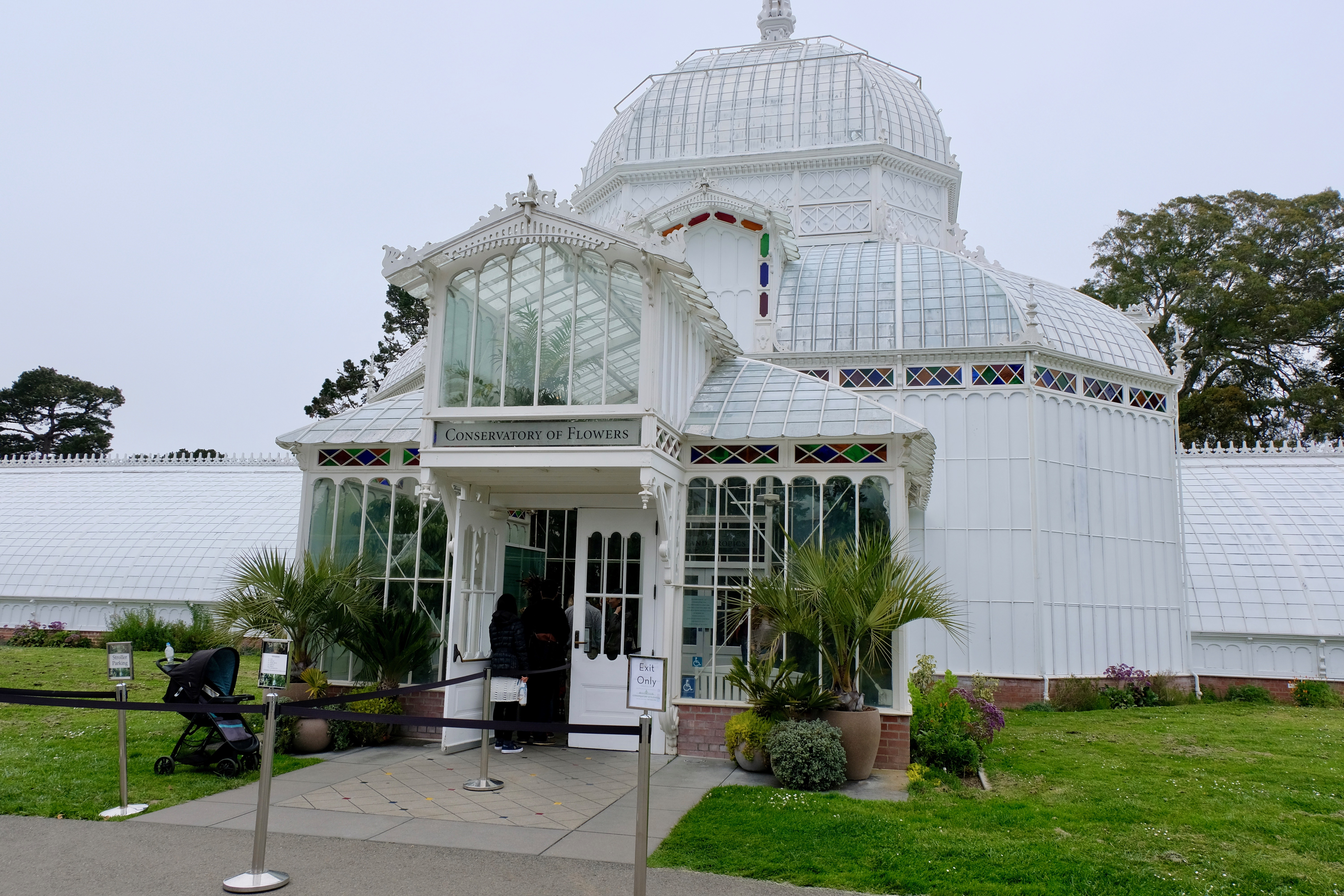
花の温室

2022年以降、サンフランシスコ植物園は「ジャパニーズ・ティー・ガーデン」と「花の温室」を管理することになった。ジャパニーズ・ガーデンは隣接しているが、花の温室は少し離れた所にある。
- 花の温室（英語版）：1879年に完成した北米最古の木造温室で、ゴールデンゲート・パークの中で最も古い建造物。民間から寄付された資材で建てられた。アメリカ合衆国国家歴史登録財。